# Cryptocarya aureobrunnea
Cryptocarya aureobrunnea là loài thực vật có hoa trong họ Nguyệt quế. Loài này được C.K.Allen miêu tả khoa học đầu tiên năm 1942.